# Liliput (fiktive Insel)

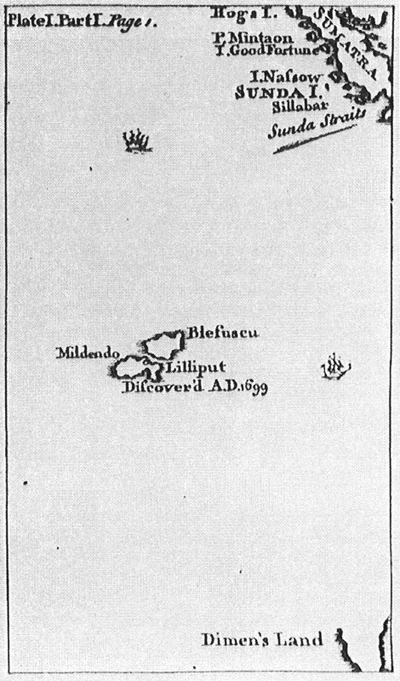
Karte von Lilliput südwestlich von Sumatra (Illustration von Herman Moll für die Erstausgabe von Gullivers Reisen aus dem Jahr 1726)

Jonathan Swift beschreibt die Insel Liliput (im englischen Original: Lilliput) in dem Roman Gullivers Reisen. Hier leben winzige Menschen, die Liliputaner.
Dr. Lemuel Gulliver wacht nach einem Schiffbruch an der Küste von Liliput auf und wird gefangen genommen, obwohl er als „Menschenberg“ zwölfmal so groß ist wie die Einwohner. Die Liliputaner bekriegen sich seit Jahren mit den Bewohnern der Insel Blefuscu wegen der Frage, wie ein gekochtes Ei aufzuschlagen sei: am spitzen oder am stumpfen Ende. Die Liliputaner vertreten die Ansicht, es sei auf der spitzen Seite aufzuschlagen, die Blefuscaner befürworten die dicke Seite. Dies parodiert den Konflikt der anglikanischen und der katholischen Kirche über das Verständnis der Eucharistie.
Die Insel Liliput soll neben der Insel Blefuscu zwischen der australischen Südküste und Tasmanien liegen. Nach dem englischen Kartographen Herman Moll, der für Swifts Romane die Karten herstellte, liegen die beiden Inseln südlich von Sumatra, also im östlichen Indischen Ozean (siehe Abbildung).
Der Asteroid des inneren Hauptgürtels (2952) Lilliputia ist nach Liliput benannt.
Umgangssprachlich werden kleinwüchsige Menschen mitunter als „Liliputaner“ bezeichnet, was von sehr vielen Betroffenen aber als diskriminierend empfunden wird.